# Artur Völkl
Artur Völkl (* 29. April 1947 in Innsbruck) ist ein österreichischer Rechtshistoriker.

## Leben
Artur Völkl studierte Rechtswissenschaft an der Universität Innsbruck und wurde 1971 promoviert. Anschließend arbeitete er als Assistent am dortigen Institut für Römisches Recht sowie zeitweise am Landgericht Innsbruck. 1983 habilitierte er sich für Römisches Recht und historische Rechtsvergleichung. 1991 wurde er zum außerordentlichen Professor für Römisches Recht ernannt, 1998 zum ordentlichen Professor.
Völkls Forschungsschwerpunkt ist das Römische Recht und europäische Privatrechtsentwicklung.

## Auszeichnungen
- 1983: Kardinal-Innitzer-Förderungspreis für Rechts- und Staatswissenschaften